# 隐身的名字
《隐身的名字》（英語：Vanished Name）是腾讯视频即将播出的中国大陆女性题材悬疑剧，改编自豆瓣阅读作者易难的同名小说，由《梦华录》《不完美受害人》的导演杨阳执导，倪妮、闫妮、刘雅瑟、刘敏涛、保剑锋与董洁领衔主演，王圣迪、韩昊霖、娜一、郑昊森、沈琳珺特别主演。

## 剧情概要
故事围绕一件二十年未破的无名女尸悬案展开，揭露围绕着跨越两代的五名女性错综复杂的关系和她们挣扎的命运。

## 演员阵容
- 倪妮 饰演 任小名
- 闫妮 饰演 任美艳
- 刘雅瑟 饰演 伯庶
- 刘敏涛 饰演 葛文君
- 保剑锋 饰演 刘潇然
- 董洁 饰演 周芸
- 王圣迪 饰演 少年任小名
- 韩昊霖 饰演 少年何宇穹
- 娜一 饰演 少年伯庶
- 郑昊森 饰演 少年任小飞
- 沈琳珺 饰演 少年张放[4]
- 周游 饰演 何宇穹
- 屈菁菁 饰演 李梦
- 张隽溢 饰演 张放
- 张翔 饰演 陈君航
- 刘珂君 饰演 梁宜
- 余梦寒 饰演 燕子
- 李圣佳 饰演 任小飞
- 姜超 饰演 钱忠实（特邀出演）
- 侯岩松 饰演 李万成（特邀出演）
- 李晓川 饰演 郝仁（特邀出演）
- 杨一威 饰演 王浩（特邀出演）
- 管云鹏 饰演 黄越（特邀出演）
- 宿宇杰 饰演 孙金福（特邀出演）

## 制作
该剧主体拍摄于2024年3月8日在黑龙江哈尔滨正式开始，同年7月5日宣布杀青。